# Víctor Ortega Rodríguez
Víctor Richard Ortega Rodríguez (Santo Domingo, 24 dicembre 1981) è un ex cestista e allenatore di pallacanestro dominicano.

## Carriera
Con la Rep. Dominicana ha disputato i Campionati americani del 2003.